# Joannes Karasoutsas
Joannes Karasoutsas (Ιωάννης Καρασούτσας), född 1824 i Smyrna, död 1873 i Aten, var en nygrekisk lyriker.
Karasoutsas utgav diktsamlingarna Lyra (1839), Musa thelavusa (1840), Esthinai melodiai (1846), Poietikon apaithioma (1849), Barbitos (1860) och en episk dikt, Kleonike (1868).